# Pühalepa
Pühalepa es un municipio estonio perteneciente al condado de Hiiu.
A 1 de enero de 2016 tiene 1530 habitantes en una superficie de 255 km².
Es un municipio completamente rural sin localidades importantes. La población se reparte en 47 pequeñas localidades rurales: Ala, Aruküla, Hagaste, Harju, Hausma, Hellamaa, Heltermaa, Hiiessaare, Hilleste, Kalgi, Kerema, Kukka, Kuri, Kõlunõmme, Leerimetsa, Linnumäe, Loja, Lõbembe, Lõpe, Määvli, Nõmba, Nõmme, Palade, Paluküla, Partsi, Pilpaküla, Prählamäe, Puliste, Pühalepa, Reikama, Sakla, Salinõmme, Sarve, Soonlepa, Suuremõisa, Suuresadama, Sääre, Tammela, Tareste, Tempa, Tubala, Undama, Vahtrepa, Valipe, Viilupi, Vilivalla y Värssu.
Se sitúa en la parte oriental de la isla de Hiiumaa y su territorio incluye la periferia rural de la capital condal Kärdla, incluyendo el aeropuerto de Kärdla.